# Godofredo Viana
Godofredo Viana est une municipalité brésilienne située dans l'État du Maranhão.